# Ebullició

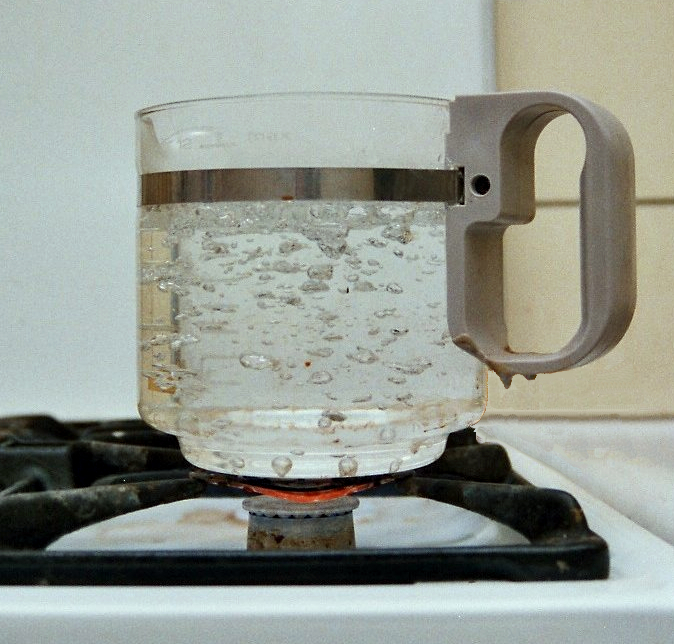
Aigua en ebullició. A diferència de l'evaporació, tota la massa del líquid participa en el procés.

L'ebullició és el passatge de líquid a vapor quan la seva pressió de vapor iguala l'atmosfèrica. Una de les característiques de l'ebullició és la formació de bombolles, perquè es produeix un fenomen d'evaporació a l'interior del líquid. Si no hi ha ebullició, l'evaporació es produeix només a la superfície i es tracta d'un canvi d'estat.
Des del punt de vista de la termodinàmica, en el punt d'ebullició el canvi en l'energia lliure de Gibbs de les substàncies és zero (∆G = 0), però hi ha canvis diferents de zero en l'entalpia (∆H ≠ 0) i l'entropia (∆S ≠ 0), coneguts respectivament com a entalpia o calor de vaporització (o calor latent d'ebullició) i l'entropia de vaporització. Per tant, l'ebullició es classifica com una transició de fase de primer ordre. L'ebullició es produeix quan l'energia lliure de Gibbs del vapor és menor que la del líquid d'aquest material. La temperatura a la qual es produeix això depèn de la pressió ambiental.

## Explicació microscòpica
La conversió d’un líquid en estat de vapor s’anomena vaporització. La vaporització es realitza absorbint calor. D’altra banda, la conversió dels vapors en estat líquid s’anomena condensació. L’estat de vapor es pot aconseguir mitjançant el procés d’evaporació, que té lloc a la superfície del líquid a qualsevol temperatura, i l'ebullició, quan es manifesta a tota la massa i a temperatura constant.

Evaporació de molècules d'un líquid (vaporització a la superfície del líquid).

En els líquids, les molècules estan unides de manera feble i poden moure’s dins del líquid amb diferents velocitats instantànies, segons la teoria cineticomolecular. Algunes molècules situades prop de la superfície tenen prou energia cinètica per escapar-se del líquid i no tornar-hi mai més. Així, progressivament, cada vegada més molècules escapen del líquid. L’escapament de molècules des de la superfície del líquid s’anomena evaporació. Aquest procés té lloc a totes les temperatures i pressions. Com que durant l’evaporació escapen les molècules de major velocitat, l’energia cinètica mitjana de la superfície del líquid es redueix, provocant una disminució de la temperatura. Per tant, l’evaporació causa un refredament del líquid.
Si l’espai situat per sobre de la superfície líquida està tancat, algunes molècules retornaran al líquid, i aquest procés s’anomena condensació. Si el nombre de molècules que escapen és superior al nombre de molècules que tornen, es produeix una evaporació neta; en canvi, si el nombre de molècules que tornen és superior al de les que escapen, es produeix una condensació neta. Quan el nombre de molècules que escapen i el nombre de molècules que tornen s’equilibren, l’espai situat per sobre del líquid ja no pot contenir més molècules de vapor, i s’anomena vapor saturat, mentre que la pressió que exerceix aquest vapor es diu pressió de vapor saturant.
Quan un líquid s’escalfa, primer es produeix l’evaporació des de la seva superfície. A mesura que la temperatura augmenta, es formen bombolles de vapor dins el volum del líquid, que pugen fins a la superfície i s’escapen. Així, la evaporació dels líquids es produeix també per la formació de bombolles i la seva posterior emissió cap a l’exterior, provocant una agitació de tota la massa del líquid. La temperatura a la qual comença la formació de bombolles i es produeix l’ebullició del líquid s’anomena punt d’ebullició. Un cop s’inicia l’ebullició, tota l’energia tèrmica subministrada es destina a transformar el líquid en vapor sense augmentar més la temperatura. L’energia necessària per a aquesta transformació s’anomena calor latent de vaporització o entalpia de vaporització, simbolitzada {\displaystyle \Delta _{\rm {vap}}H}.

## Temperatura d'ebullició
El punt d'ebullició a una pressió determinada és una característica de qualsevol substància o barreja, aquesta característica serà determinada pels valors de temperatura i pressió, en què coexisteixen les fases líquides i gasosa de la substància. És la temperatura més elevada que pot suportar un material abans de bullir i començar a evaporar-se a una certa pressió. Aquesta temperatura es calcula a la pressió atmosfèrica, és a dir 101,3 kPa.
| Substàncies            | Teb (°C) |
| ---------------------- | -------- |
| Àcid nítric            | 86       |
| Àcid sulfúric          | 332      |
| Aigua de mar           | 103      |
| Aigua destil·lada      | 100      |
| Etanol (100% en volum) | 78,3     |
| Amoníac                | –34      |
| Nitrogen               | –196     |
| Benzè                  | 80       |
| Clor                   | –34      |
| Essència de trementina | ~160     |
| Dietilèter             | 35       |
| Ferro                  | 3 000    |
| Gal·li                 | 2 237    |
| Glicerol               | 290      |
| Lípid                  | ~300     |
| Hidrogen               | –253     |
| Mercuri                | 357      |
| Metà                   | –162     |
| Oli de llinosa         | 316      |
| Oli d'oliva            | ~300     |
| Or                     | 2 808    |
| Oxigen                 | -183     |
| Parafina               | 300      |
| Sodi                   | 900      |
| Sulfur de carboni      | 46,5     |
| Tungstè                | 5 500    |

### Equació de Clapeyron
La variació de la temperatura d'ebullició amb la pressió a la qual es produeix el canvi de fase és expressada per l'equació de Clapeyron, deguda a l'enginyer francès Benoît Paul Émile Clapeyron (1799 - 1864):
{\displaystyle {\operatorname {d} \!T \over \operatorname {d} \!p}={\frac {\Delta _{\mathrm {vap} }\!V_{\mathrm {m} }\cdot T}{\Delta _{\mathrm {vap} }\!H_{\mathrm {m} }}}}on:
- {\displaystyle T} i {\displaystyle p} són la temperatura absoluta del procés i la pressió, respectivament.
- {\displaystyle \Delta _{\mathrm {vap} }\!V_{\mathrm {m} }} és l'increment de volum molar ({\displaystyle V/n}, volum dividit pel nombre de mols) en el procés d'ebullició, això és {\displaystyle V_{\mathrm {m} }^{\mathrm {g} }-V_{\mathrm {m} }^{\mathrm {l} }}, la diferència entre els volums molars del vapor i del líquid a la temperatura d'ebullició.
- {\displaystyle \Delta _{\mathrm {vap} }\!H_{\mathrm {m} }} és l'entalpia molar de vaporització, que es pot considerar constant si la variació de temperatura és petita. Per a variacions importants de la temperatura s'ha de tenir en compte que depèn de la temperatura.[9]

Hom pot integrar l'equació de Clapeyron. Suposant constant la variació de volum molar i l'entalpia molar podem integrar entre dues temperatures {\displaystyle T_{1}} i {\displaystyle T_{2}} i les corresponents pressions {\displaystyle p_{1}} i {\displaystyle p_{2}}. Així hom pot calcular la temperatura d'ebullició en funció de la pressió:
{\displaystyle \int \limits _{T_{1}}^{T_{2}}{\frac {\operatorname {d} \!T}{T}}=\int \limits _{p_{1}}^{p_{2}}{\frac {\Delta _{\mathrm {vap} }\!V_{\mathrm {m} }}{\Delta _{\mathrm {vap} }\!H_{\mathrm {m} }}}\operatorname {d} \!p}Realitzades les integrals resulta:{\displaystyle \ln {\frac {T_{2}}{T_{1}}}={\frac {\Delta _{\mathrm {vap} }\!V_{\mathrm {m} }}{\Delta _{\mathrm {vap} }\!H_{\mathrm {m} }}}(p_{2}-p_{1})}I aïllant la temperatura {\displaystyle T_{2}} queda:
{\displaystyle T_{2}=T_{1}\cdot e^{\frac {\Delta _{\mathrm {vap} }\!V_{\mathrm {m} }\cdot (p_{2}-p_{1})}{\Delta _{\mathrm {vap} }\!H_{\mathrm {m} }}}}

### Equació de Clausius-Clapeyron

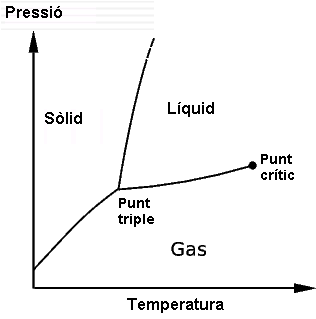
Diagrama de fases. Cada corba ve definida per una equació de Clapeyron del tipus

Els equilibris líquid-vapor estan molt influïts per la pressió, perquè la diferència entre els volums molars del líquid i del vapor és elevada. A més, en tots els casos, sense excepcions, es compleix que el volum molar del líquid és menor que el volum molar del vapor, {\displaystyle V_{\rm {m}}^{\rm {l}}<V_{\rm {m}}^{\rm {g}}\,}, un augment de la pressió provoca sempre un augment de la temperatura d'ebullició. En aquestes condicions es pot aproximar la diferència de volums molars al volum molar major, que és el del vapor i substituir l'equació de Clapeyron que és general per als canvis de fases:
Si la pressió de vapor és baixa es pot suposar un comportament ideal del gas, de manera que emprant l'equació d'estat dels gasos ideals, el volum molar queda:
que pot substituir-se a l'anterior equació:
que s'anomena equació de Clausius-Clapeyron.
Aquesta equació pot integrar-se:

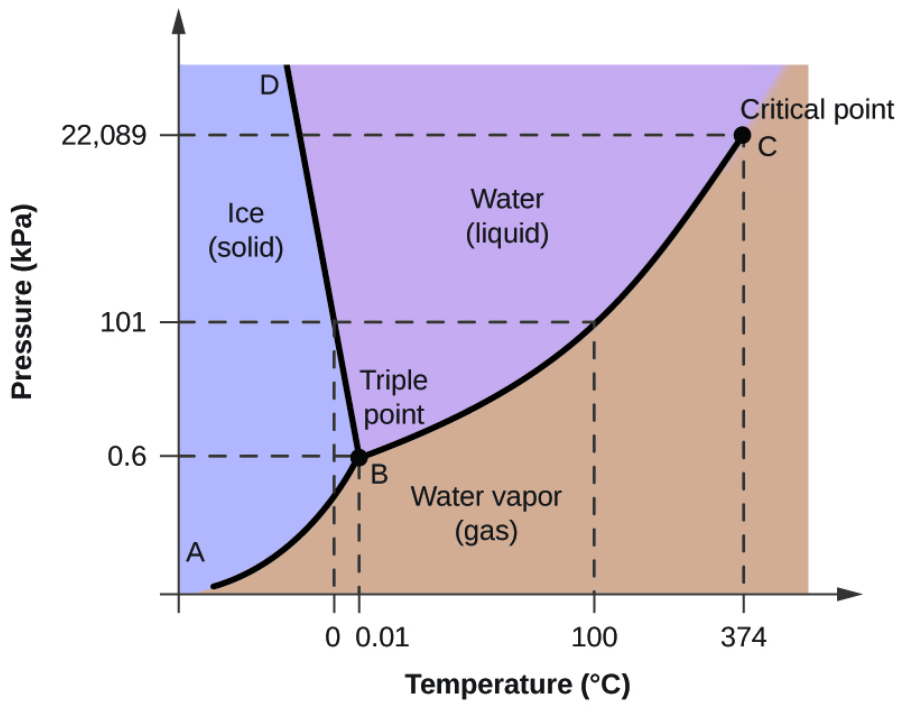
Diagrama de fases de l'aigua. La corba entre B i C, entre el punt triple i el punt crític, dona els valors de la temperatura d'ebullició (eix horitzontal) per a qualsevol pressió (eix vertical). Segueix l'equació de Clausius-Clapeyron.

{\displaystyle \int {\frac {\mathrm {d} p}{p}}=\int {\frac {\Delta _{\rm {vap}}H_{\rm {m}}\mathrm {d} T}{RT^{2}}}}La relació entre la pressió i la temperatura queda (amb {\displaystyle C} constant):{\displaystyle \ln {p}=C-{\frac {\Delta _{\rm {vap}}H_{\rm {m}}}{RT}}}{\displaystyle p=e^{C-{\frac {\Delta _{\rm {vap}}H_{\rm {m}}}{RT}}}}
Aquesta equació es pot generalitzar per sistemes amb més d'un component.

### Diagrama de fases

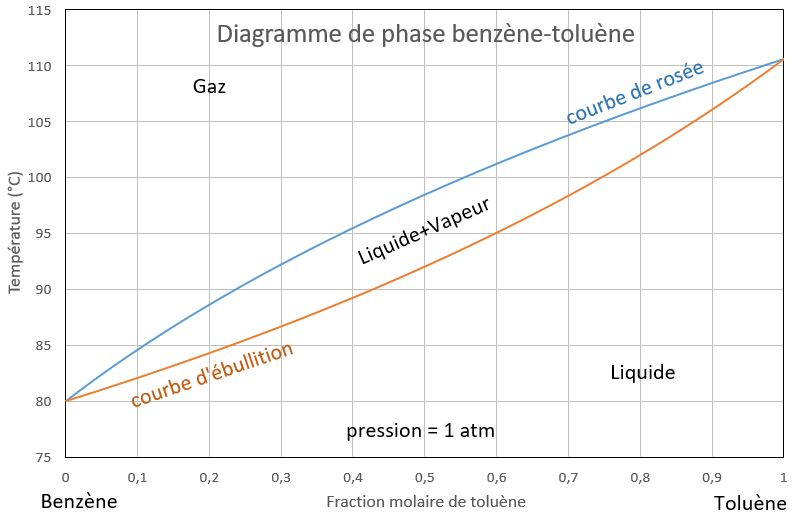
Diagrama temperatura enfront de composició d'una mescla de benzè (a l'esquerra) i toluè (a la dreta).

Hom sol representar les diferents fases d’un sistema d’un sol component en un diagrama, anomenat diagrama de fases o diagrama d’equilibri, on les corbes indiquen les condicions (p, T) en què hi ha equilibri entre dues fases. Aquestes corbes corresponen als estats dels sistemes monovariants (dues fases en equilibri) i separen les zones dels sistemes bivariants (estabilitat d’una sola fase).

### Punt d'ebullició de mescles
Les mescles binàries de líquids miscibles que hom pot separar-los per destil·lació sempre bullen a temperatures entre els valors de les temperatures d'ebullició dels dos components. En un diagrama temperatura vs. concentració apareixen dues corbes entre els punts d'ebullició dels components purs de la mescla. La inferior és la línia d'ebullició i la superior la de condensació. Les mescles comencen a bullir i el vapor s'enriqueix amb el component més volàtil i la mescla amb el menys volàtil. Per aquesta raó el punt d'ebullició va augmentant a mesura que s'evapora el component més volàtil.

Diagrama temperatura enfront de composició d'una mescla azeotròpica de cloroform (a l'esquerra) i acetona (a la dreta).

Si hom té una mescla binària azeotròpica es trobarà amb una concentració determinada amb un punt d'ebullició màxim o mínim respecte a la resta (inclosos els dels components purs). En aquests punts, les corbes d'ebullició i condensació coincideixen i corresponen a composicions idèntiques de les fases líquida i vapor en equilibri, és la 2a llei de Konovalov (1881). Com que la variació del punt d'ebullició amb la pressió és una característica pròpia de cada líquid, si es varia la pressió de treball l'azeòtrop deixa de ser-ho i, en conseqüència, el punt d'ebullició deixa de mantenir-se constant mentre dura el procés de canvi de fase.
En condicions normals de treball, gairebé la meitat de les mescles binàries líquides conegudes són azeòtrops. L'exemple més conegut és l'alcohol venut a les farmàcies, que és del 96 % en volum (93 % en pes). La composició de l'azeòtrop que forma l'aigua amb l'etanol a pressió atmosfèrica dona una temperatura d'ebullició de 78,2 ºC, per sota dels punts d'ebullició normals de l'aigua (100  ºC) i de l'etanol pur (79  ºC). Si s'obre una botella d'etanol pur a l'aire, de seguida es forma l'azeòtrop que li correspon a la pressió atmosfèrica amb el vapor d'aigua present a l'atmosfera. Un exemple d'azeòtrop amb punt d'ebullició màxim és el format per l'aigua i el clorur d'hidrogen.

### Augment ebullioscòpic

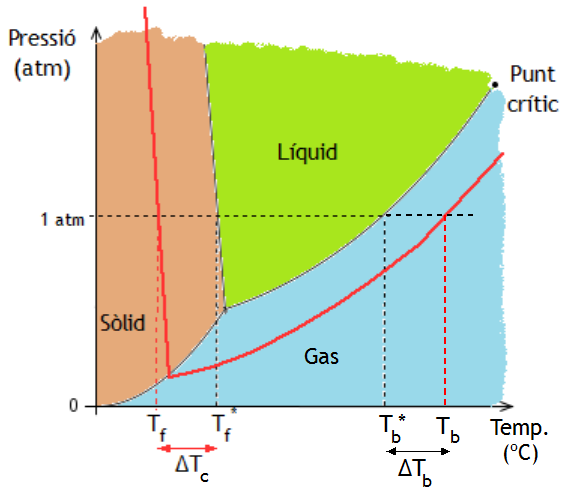
Diagrama de fases de l'aigua.

L'augment o ascens ebullioscòpic és l'augment de la temperatura d'ebullició que experimenta una dissolució respecte de la temperatura d'ebullició del dissolvent pur.

La magnitud de l'ascens ebullioscòpic, ∆Tb, és expressada per la diferència de temperatures d'ebullició de la dissolució i del dissolvent pur, Tb i Tb*, respectivament:
L'augment o ascens ebullioscòpic és una de les propietats col·ligatives i, com la resta d'aquestes propietats, la magnitud de l'ascens només depèn de la naturalesa del dissolvent i de la quantitat dissolta de solut, és a dir, és independent de la naturalesa del solut. Dit en altres paraules, qualsevol solut, en la mateixa quantitat, produeix el mateix efecte. A la figura adjunta es representa el diagrama de fases de l'aigua. Una dissolució aquosa experimenta un descens de la pressió de vapor del líquid, la qual cosa es tradueix en un ascens de la temperatura d'ebullició, ja que es necessita més temperatura perquè la pressió de vapor del dissolvent a la dissolució iguali a la pressió atmosfèrica.

#### Dissolucions diluïdes de no-electròlits. Llei de Raoult

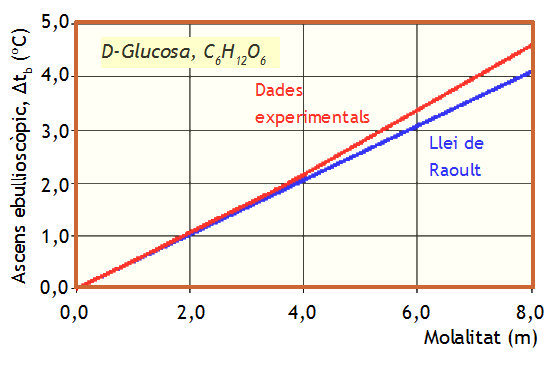
Ascens ebullioscòpic de les dissolucions de glucosa en aigua.

El químic francès François Marie Raoult (1830-1901), de forma experimental, arribà a la següent relació pel cas de l'ascens ebullioscòpic de dissolucions diluïdes amb soluts que no es dissocien (no-electròlits), que s'anomena llei de Raoult de l'augment ebullioscòpic.
on:
- ΔTb és la diferència entre la temperatura d'ebullició de la dissolució i la temperatura d'ebullició del dissolvent pur.
- kb és la constant ebullioscòpica, una constant que és característica del dissolvent.
- b és la molalitat del solut, és a dir els mols de solut per quilogram de dissolvent. La concentració s'expressa en molalitat perquè és més pràctic a l'hora de realitzar mesures, encara que per a ser precisos s'hauria d'expressar en funció de la fracció molar com ho demostrà Raoult.[15]

A la figura adjunta hi ha representats els augments ebullioscòpics de dissolucions de glucosa en aigua fins a 6 molal. S'observa que fins a una concentració 2 molal l'equació de Raoult concorda amb les dades experimentals, però s'allunya per a concentracions superiors.

#### Dissolucions diluïdes d'electròlits. Factor de van't Hoff
Les anomalies descobertes pel físic i químic neerlandès Jacobus Henricus van 't Hoff (1852-1911), que eren excepcionalment elevades en el cas de molts d'electròlits, el conduïren a introduir l'anomenat factor de van't Hoff, un factor empíric simbolitzat per i, i definit com el quocient entre el valor experimental de la propietat col·ligativa mitjana i el valor teòric que es dedueix amb les equacions de Raoult.
D'aquesta manera la nova equació per l'ascens ebullioscòpic prengué la forma:
El factor i fou explicat pel químic suec Svante August Arrhenius (1859-1927) quan desenvolupà entre 1883 i 1887 la teoria de la dissociació electrolítica, segons la qual les molècules dels electròlits es dissocien en major o menor extensió en ions carregats elèctricament, capaços de transportar el corrent elèctric, i existint un equilibri entre les molècules no dissociades i els ions. Per tant, en dissolució hi ha més partícules que les que s'han dissolt, ja que aquestes es rompen, es dissocien, en parts més petites. L'ascens ebullioscòpic, com les altres propietats col·ligatives, depèn del nombre total de partícules en dissolució, de manera que en una dissolució d'electròlits tendrem més partícules que les dissoltes, les quals s'han de tenir en compte per a calcular la molalitat total. Per exemple podem suposar un electròlit binari com el clorur de calci, {\displaystyle {\ce {CaCl2}}}, el qual assoleix l'equilibri de dissociació en aigua segons la següent equació:
Cada mol de {\displaystyle {\ce {CaCl2}}} es dissocia donant un mol de {\displaystyle {\ce {Ca^2+}}} i 2 mols de {\displaystyle {\ce {Cl-}}}. En total, si la dissociació és completa, per a cada mol dissolt se'n formen 3 en dissolució i la propietat col·ligativa augmentaria en tres vegades. En dissolució, per tant, hi ha més partícules que les dissoltes inicialment perquè part d'aquestes s'han dissociat en ions. Tanmateix els electròlits no es dissocien completament, només parcialment, i cal determinar quin és el grau de dissociació per a poder calcular el factor de van' t Hoff.

Aparell de destil·lació simple. 1: Font de calor. 2: Matràs de destil·lació / Alambí. 3: Cap de destil·lació. 4: Termòmetre / Temperatura del punt d’ebullició. 5: Condensador. 6: Entrada d’aigua de refrigeració. 7: Sortida d’aigua de refrigeració. 8: Destil·lat / Matràs receptor. 9: Entrada de buit / gas. 10: Receptor de destil·lació. 11: Control de temperatura. 12: Control de velocitat de l’agitador. 13: Placa calefactora / Agitador. 14: Bany calefactor (oli / sorra). 15: Barra agitadora / Grànuls antiefervescència. 16: Bany de refrigeració.

## Malaltia de descompressió
La malaltia de descompressió, o síndrome de descompressió o, simplement, ebullició, és la formació de bombolles de vapor d'aigua en els teixits i fluids corporals com a resultat de l'exposició total o parcial a una pressió ambient inferior a la pressió de vapor de l'aigua a la temperatura corporal. Aquesta ebullició es produeix quan el cos està exposat a una pressió atmosfèrica equivalent a la que hi ha a 20 000 metres d'altitud.

## Usos

### Destil·lació
La destil·lació és un procés que implica la conversió d’un líquid en vapor, que posteriorment es condensa per tornar al seu estat líquid. La destil·lació s’utilitza per separar líquids de sòlids no volàtils, com en la separació de begudes alcohòliques a partir de materials fermentats, o en la separació de dos o més líquids amb punts d’ebullició diferents, com en la separació de gasolina, querosè i olis lubricants a partir del petroli cru. Altres aplicacions industrials inclouen el processament de productes químics com el formaldehid i el fenol, així com la dessalinització de l’aigua de mar.
La majoria dels mètodes de destil·lació utilitzats tant en la indústria com en la recerca de laboratori són variacions de la destil·lació simple. Aquesta operació bàsica requereix un alambí o un matràs de destil·lació on s’escalfa el líquid, un condensador per refredar el vapor i un recipient per recollir el destil·lat. Quan s’escalfa una mescla de substàncies, el component més volàtil, o el de menor punt d’ebullició, es destil·la primer, seguit pels altres, o bé aquests romanen sense destil·lar. Aquest aparell senzill és adequat per a la purificació d’un líquid que contingui material no volàtil i resulta raonablement eficaç per separar líquids amb punts d’ebullició molt diferents. En aplicacions de laboratori, els aparells solen ser de vidre i es connecten amb taps de suro, bungues de goma o juntes de vidre esmerilat. En aplicacions industrials, s’utilitza equipament més gran fet de metall o ceràmica.

### Esterilització

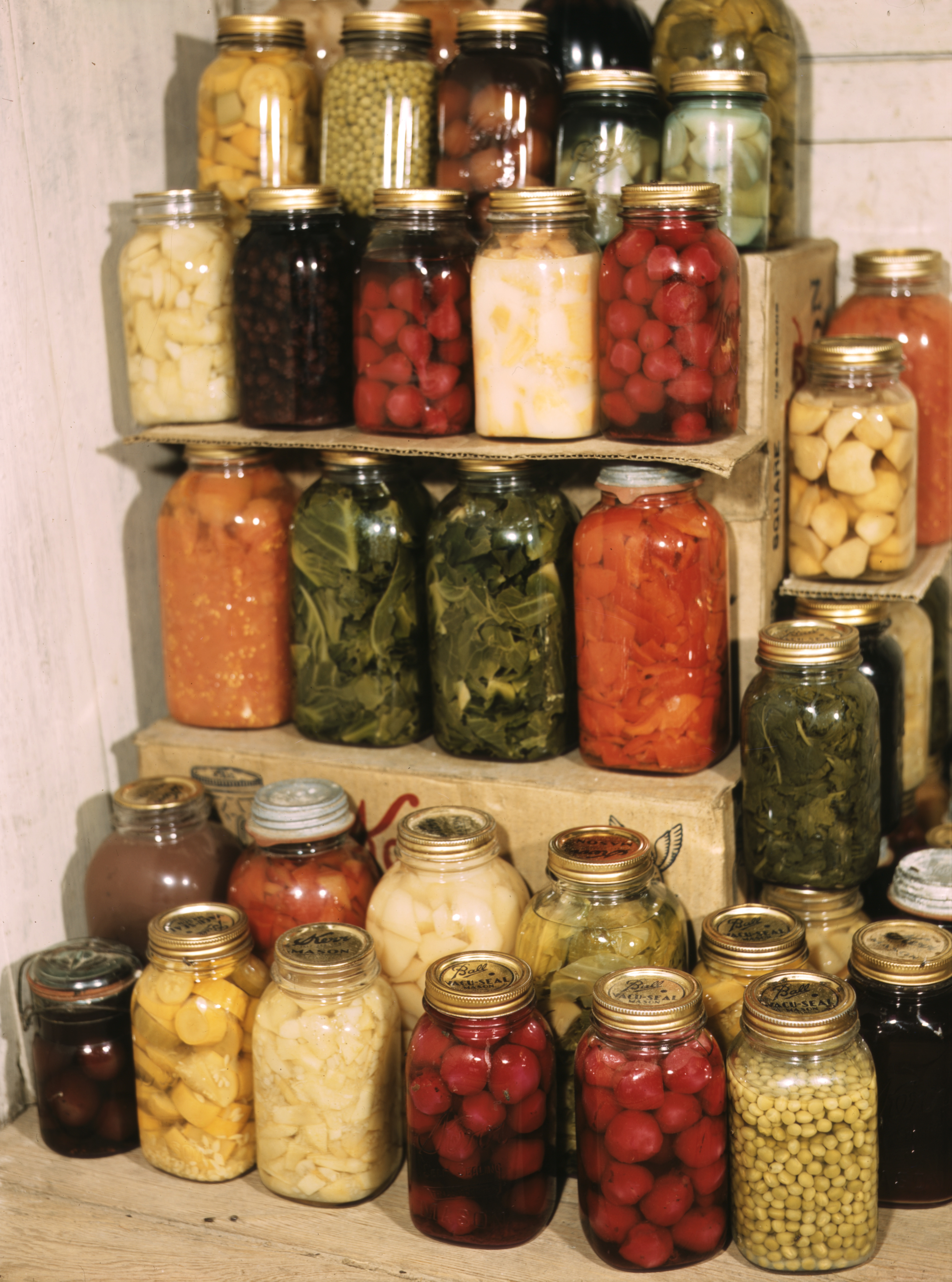
Conserves.

La destrucció en una cosa els bacteris i altres microorganismes que conté s'anomena esterilització. Una de les maneres més simples per esterilitzar és emprar aigua bullent, que també destrueix enzims que poden fer malbé els aliments. Per exemple, els biberons i les tetines s’han d’esterilitzar per a eliminar els microorganismes que podrien haver-los contaminat. El mètode més senzill de tots consisteix a fer bullir els estris en una cassola amb aigua durant uns vint minuts. Les conserves també s'ha d'esterilitzar, si són àcides, com ara les tomàtigues és suficient amb aigua bullent en una cassola. Tanmateix, per a altres conserves (carn, peix...) es requereixen temperatures més altes (és preferible entre 110 i 115 ºC), per la qual cosa es pot fer dins d'una olla de pressió on l'ebullició és a més de 100 ºC per la major pressió. Els aliments han d'estar dins de recipients tancats hermèticament. L'esterilització casolana segueix essent un procediment corrent. Els ingredients (fruites i hortalisses), pelats, rentats i de vegades blanquejats (escaldats), es fiquen en uns recipients que puguin suportar altes temperatures i, una vegada tancats, es col·loquen en un esterilitzador o en un autoclau. A la indústria es duu a terme dins autoclaus.

### Cocció

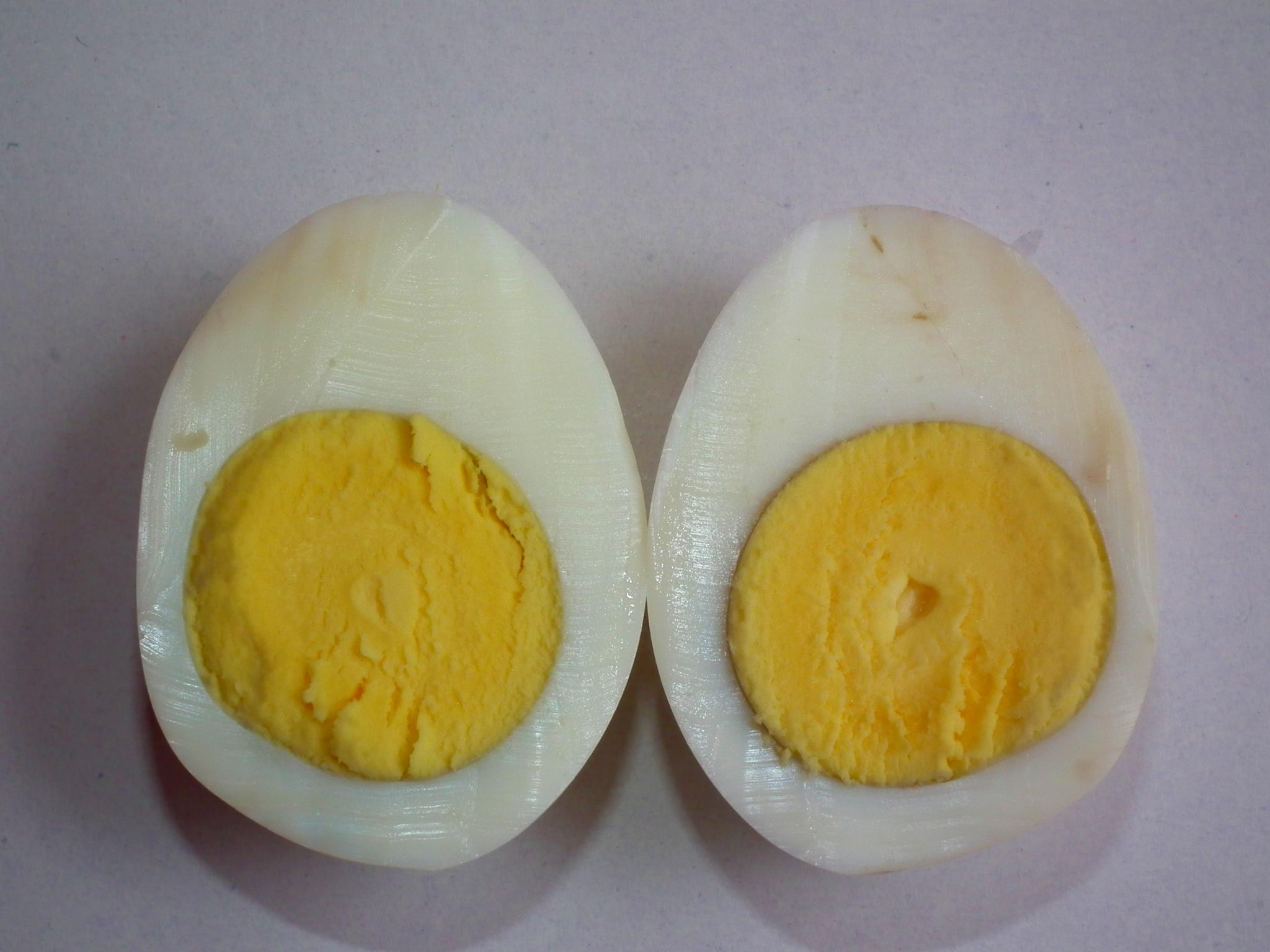
Ous bullits.

L'ebullició s'utilitza principalment per cuinar carns i verdures. L'abast de la cocció varia segons el gust individual i el dictamen regional o tradicional. Per exemple, a la nouvelle cuisine de França, la influència xinesa exigeix una ebullició mínima o una cocció al vapor per preservar el color, la textura i el sabor frescos. Als Països Catalans s'anomena bullit als plats que contenen carn bullida amb altres ingredients, principalment patates, hortalisses, xulla, ciurons, sobrassada, etc.
Hi ha diversos termes específics per descriure les tècniques de cocció amb aigua bullent o prop de l'ebullició:
- Bany maria és un sistema de cocció per a plats delicats (emmotllats, flams, bufats, etc.), que consisteix a introduir en un recipient més o menys fondo (ple d'aigua fins a la meitat, mantinguda constantment a una temperatura propera a l'ebullició, però sense assolir-la (~95 ºC), generalment al forn, el recipient que conté l'aliment que cal coure (el temps de cocció depèn de la preparació que es fa). Aquest procediment s'empra per tres motius: mantenir calenta una salsa, una sopa o una preparació que s'ha de servir immediatament; fondre uns elements sense perill de cremar-los i coure suaument algunes preparacions. Per cuinar una salsa al bany maria es fa servir una cassola especial, composta de dues parts que encaixen una dins l'altra (la inferior conté l'aigua propera a l'ebullició).[22]
- Escalfar (poaching) és coure un aliment en aigua més o menys abundant que mantingui una ebullició imperceptible. Aquesta es tradueix en un tremolor a la superfície de l'aigua que no ha d'arribar a bullir del tot. L'escalfament és una cocció suau, dolça, que s'aplica a nombrosos aliments i a diferents preparacions. La posada en cocció es fa en aigua freda o calenta. Quan l'aliment (principalment carn) es posa a coure en l'aigua freda, perd els sucs i, per tant, una part del seu sabor i la seva melositat, i l'aigua es perfuma; en el moment en què es posa dins l'aigua bullent, ja pres, l'albúmina coagula i reté els sucs i, per tant, el sabor. S'escalfen els peixos sencers, el bacallà per preparar la brandada de bacallà, l'aviram, les salsitxes i les botifarres; les fruites s'escalfen en un almívar o xarop. Els aliments de constitució fràgil es veuran afavorits afegint a l'aigua de cocció vinagre o suc de llimona.[22]
- El foc lent o xup-xup es produeix quan l’aigua s’acosta a la temperatura d’ebullició i forma petites bombolles a la superfície. Aquest mètode s’utilitza habitualment per a sopes, guisats i rostits humits, ja sigui en una cassola tapada o destapada.[19]Primer moment d'escaldat d'unes mongetes verdes.

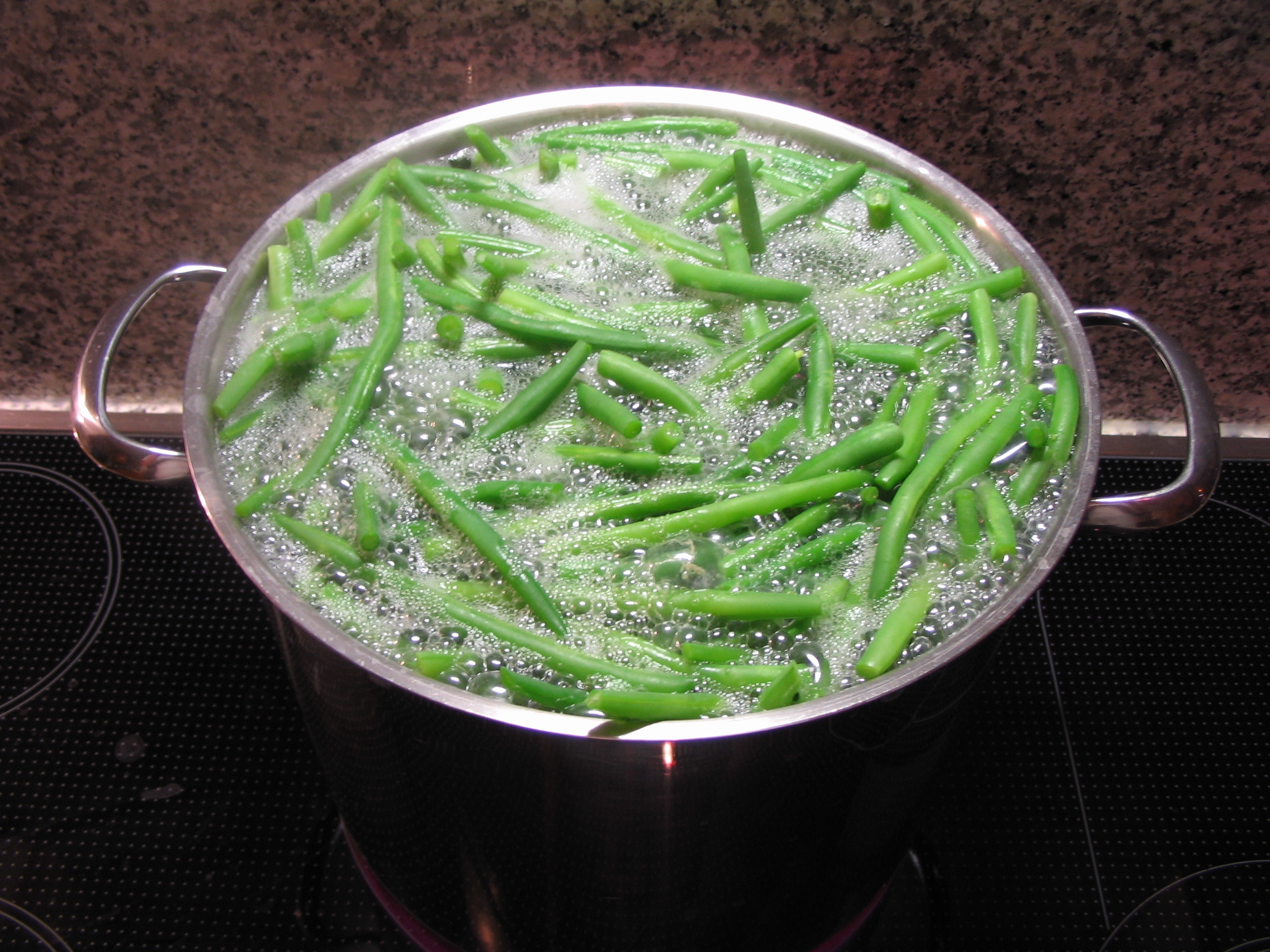
Primer moment d'escaldat d'unes mongetes verdes.

- Escaldar o blanquejar és submergir per un moment un article en aigua bullent per afermar-ne els teixits, eliminar-ne les impureses de la superfície, facilitar l'operació de preparar-lo, reblanir-ne les fibres o eliminar-ne l'acritud o l'amargor. S'escalden les hortalisses abans de la seva cocció final. S'escalden els menuts per donar consistència a la superfície, desembarassar-los de les mucositats i facilitar-ne la depilació. S'escalda la cansalada, el pit i el cap de porc salat per treure'n la sal. S'escalden les tomàtigues i els peixos per elaborar-los amb més facilitat. S'escalden també els pots de confitura i els de confitar carn i altres gèneres, abans d'omplir-los.[22]
- Escaldat previ o cocció parcial (parboiling) es fa submergint l’aliment en aigua freda i escalfant-lo lentament fins que comenci a bullir o a fer xup-xup.[19]

La cocció al vapor inclou dues tècniques relacionades, especialment utilitzades per coure verdures:
1. En la primera, l’aliment es col·loca en una reixeta sobre una petita quantitat d’aigua bullint, dins d’una cassola tapada. Aquesta tècnica és molt apreciada perquè conserva millor el color, la textura, el sabor i els nutrients.
2. La segona tècnica és la cocció en una olla de pressió, que requereix un recipient hermètic, sovint amb tancament de seguretat. Això permet cuinar aliments durs o de llarga cocció amb vapor a alta pressió, reduint el temps de cocció.[19]